# Шолле, Франсуа
Франсуа Шолле (фр. François Chollet; род. 20 октября 1989) — французский программист и специалист в области искусственного интеллекта, долгое время проработавший в Google. Шолле является основным автором Python библиотеки Keras, обеспечивающей взаимодействие с нейронными сетями. Его научные интересы охватывают компьютерное зрение, практическое применение машинного обучения, способы формализации рассуждений, абстрагирование, а также сильный искусственный интеллект.

## Образование и карьера
В 2012 году Шолее получил степень магистра в парижской Высшей школе передовых технологий. В 2015 году, вскоре после релиза Keras, начал работать в Google.
В 2019 году Шолле опубликовал бенчмарк для ИИ-систем ARC-AGI, а в 2024 году стал инициатором создания ARC Prize, конкурса по решению ARC-AGI бенчмарка с призовым фондов в миллион долларов. В том же году он покинул Google, проработав там девять лет.
В начале 2025 года Шолле объявил о преобразовании ARC Prize в полноценный некоммерческий фонд, который будет заниматься исследованиями в области сильного искусственного интеллекта.